# Cheilanthes leucopoda
Cheilanthes leucopoda es un helecho, miembro de la familia Pteridaceae, subfamilia Cheilanthoideae; el nombre de la especie (C. leucopoda) significa “pie blanco”, mientras que el género (Cheilanthes), se deriva del griego “cheilos” (labio) y “anthos” (flor).

## Clasificación y descripción
Rizoma: compacto, horizontal, de entre 4 y 10 mm de diámetro, con escamas de forma linear;  frondes: de 35 cm de largo creciendo en forma de manojo; pecíolo: de 2/3 del largo de la fronda, de color pajizo con un surco en la parte superior, con numerosos pelillos presentes; lámina: de forma ampliamente pentagonal, cuatripinnada, de 5 a 15 cm de ancho; raquis: con un surco en la parte superior (adaxial); pinnas: los segmentos de las pinnas basales tiene forma de cuentas, mientras que los últimos segmentos son de forma oblonga a lanceolados, se presentan pelillos rígidos en amabas superficies; soros: son discontinuos, se concentran en los segmentos apicales y laterales; indusio: se presenta un falso indusio formado por los márgenes de los segmentos curvados hacia abajo.

## Distribución
Se distribuye solo en Texas (E.U.A.) y el norte y centro de México.

## Ambiente
Terrestre, prefiere sitios con rocas calizas con cierta exposición al sol, tolera cierto grado de sequía.

## Estado de conservación
No se encuentra sujeta a ningún estatus de conservación.